# سیارک ۵۴۰۲
سیارک ۵۴۰۲ (به انگلیسی: 5402 Kejosmith، نامگذاری:1989UK2) پنج هزار و چهارصد و دومین سیارک کشف شده‌است که در ۲۷ اکتبر ۱۹۸۹ کشف شد.
قدر مطلق سیارک برابر ۱۳٫۵۰ است.